# Estnische Badmintonmeisterschaft 2015
Die Estnische Badmintonmeisterschaft 2015 fand vom 6. bis zum 8. Februar 2015 in Tartu statt. Es war die 51. Austragung der Titelkämpfe.

## Medaillengewinner
| Disziplin    | Gold                           | Silber                              | Bronze                           |
| ------------ | ------------------------------ | ----------------------------------- | -------------------------------- |
| Herreneinzel | Raul Must                      | Mikk Järveoja                       | Heiko Zoober                     |
| Dameneinzel  | Kati Tolmoff                   | Karoliine Hõim                      | Getter Saar                      |
| Herrendoppel | Kristjan Kaljurand Raul Käsner | Karl Kivinurm Vahur Lukin           | Mikk Järveoja Mihkel Laanes      |
| Damendoppel  | Karoliine Hõim Kati Tolmoff    | Kati-Kreet Marran Sale-Liis Teesalu | Kristin Kuuba Helina Rüütel      |
| Mixed        | Raul Must Kati Tolmoff         | Raul Käsner Karoliine Hõim          | Kristjan Kaljurand Laura Tomband |